# Il poeta fortunato
Il poeta fortunato, ossia Tutto il mal vien dal mantello è un'opera in due atti di Carlo Coccia, su libretto di Gaetano Gasbarri. Fu rappresentata per la prima volta nella primavera del 1808 al Teatro degli Intrepidi di Firenze.
Gli interpreti della prima rappresentazione furono:
| Personaggio      | Interprete                     |
| ---------------- | ------------------------------ |
| Principe         | Andrea Bartolucci              |
| Eleonora         | Anna Migliorucci               |
| Don Valerio      | Fortunato Aprile               |
| Don Pompilio     | Luigi Martinelli               |
| Sancia           | Anna Maratori                  |
| Nerina           | Domenica Nolfi                 |
| Pedrillo         | Giovanni Battista Inson        |
| Ladro            | Giovanni Battista Inson        |
| Donne cantatrici | Anna Maratori e Domenica Nolfi |

## Trama
La scena è in Palermo.

### Atto I
Il Principe Fausto ama Eleonora, un'orfana che ha sollevato dalla povertà, e la vorrebbe sposare, ma Eleonora è invece innamorata di Valerio.
Il Principe cerca di sorprendere Eleonora e Valerio, sospettando che si siano dati appuntamento. Per poter osservare senza essere notato, scambia il proprio mantello con quello di un povero poeta, Don Pompilio, incontrato nei pressi. Quando giunge Valerio, nota qualcosa che non lo convince e si dà alla fuga perdendo a sua volta mantello, che viene raccolto da Pompilio. Pompilio viene così scambiato per Valerio da Eleonora, che lo fa entrare in casa. Quando giunge il Principe e li sorprende, Pompilio si trova invischiato, senza capire bene cosa sta accadendo, nelle vicende amorose tra Eleonora, Valerio e il furioso Principe.

### Atto II
Eleonora ha l'idea di nascondere Valerio al posto di una statua in un salone in casa del Principe. Anche Pompilio ha la stessa idea, nel tentativo di sottrarsi all'ira del Principe.
Valerio e Pompilio vengono però sorpresi dal Principe, che può così organizzare la propria vendetta. Costringe Pompilio a scambiarsi di posto con Valerio, e fa uscire quest'ultimo. Quindi fa venire Eleonora e, fingendo di essersi placato, la concede in sposa alla statua dietro a cui la giovane crede trovarsi Valerio.
Eleonora si trova così sposata con Pompilio, di cui sembra non disprezzare i modi gentili. Il Principe dice che li aiuterà generosamente, comunica a Valerio che da ora è libero e conclude che non si lascerà mai più tentare dall'amore per una donna.

## Struttura musicale
- Sinfonia

### Atto I
- N. 1 - Introduzione Come! non è possibile (Principe, Nerina, Sancia, Pedrillo)
- N. 2 - Cavatina D'un ciglio bagnato (Valerio)
- N. 3 - Coro e Cavatina Signora v'amiamo - Alme belle che spiegate (Eleonora, Coro)
- N. 4 - Duetto Sempre più t'amo (Valerio, Eleonora)
- N. 5 - Cavatina Ci vuol veder dipinta (Pompilio)
- N. 6 - Terzetto Qui celato accanto al muro (Principe, Valerio, Pompilio)
- N. 7 - Quintetto Parlate, carino (Eleonora, Pompilio, Valerio, Principe, Sancia)
- N. 8 - Finale I Topo rinchiuso in trappola (Pompilio, Sancia, Nerina, Valerio, Eleonora, Principe, Nardino, Coro)

### Atto II
- N. 9 - Introduzione seconda Ei non c'è, non si trova, sparì (Coro, Principe, Nardino)
- N. 10 - Aria Ah che forse in tal momento (Valerio)
- N. 11 - Quartetto Mastara Falgara (Pompilio, Valerio, Principe, Eleonora)
- N. 12 - Aria Per te solo, o caro sposo (Eleonora)
- N. 13 - Finale II Tornate serena (Pompilio, Eleonora, Principe, Valerio, Sancia, Nerina, Nardino, Pedrillo, Coro)